# Опел Мерива
„Опел Мерива“ (Opel Meriva) е модел петместен многофункционален автомобил на германския производител „Опел“, произвеждан от 2003 до 2017 година. Първото поколение (Мерива A), до 2010 година, е мини многофункционален автомобил, а второто (Мерива B) е компактен многофункционален автомобил.
Във Великобритания моделът е продаван като „Воксхол Мерива“ (Vauxhall Meriva), а в Южна Америка (само първото поколение) – като „Шевролет Мерива“ (Chevrolet Meriva)

## Мерива A (2003 – 2010)
Мерива A е базирана на третото поколение на „Опел Корса“.